# 1706 en philosophie
Chronologie de la philosophie
- 1702
- 1703
- 1704
- 1705
- 1706
- 1707
- 1708
- 1709
- 1710

L’année 1706 a été marquée, en philosophie, par les événements suivants :

## Publications
- Pierre Bayle :  Entretiens de Maxime et de Thémiste, Rotterdam, chez Reiniers Leers, 1706.

- Alessandro Pascoli : Sofilo Molossio pastore arcade perugino, e custode degli armenti automatici in Arcadia. Gli difende dallo Scrutinio, che ne fa nella sua critica il signor Pietro Angelo Papi medico, e filosofo sabinese, librairie de Gio. Andreoli Pasquino, éditeur Zenobj, Rome, 1706.

## Décès
- 28 décembre à Rotterdam : Pierre Bayle, né au Carla-le-Comte (aujourd'hui Carla-Bayle), près de Pamiers en Pays de Foix (aujourd'hui Ariège) le 18 novembre 1647, est un philosophe, écrivain et lexicographe français.